# Ole Langniß
Ole Langniß (* 1965) ist ein deutscher Wirtschaftsingenieur und Autor von zahlreichen Publikationen zu den Themen Energiewende und nachhaltige Energiewirtschaft.

## Biografie
Langniß studierte von 1985 bis 1992 Wirtschaftsingenieurwesen mit dem Abschluss Diplom-Ingenieur an der TU Berlin.
Von 1992 bis 2001 arbeitete er am Deutschen Zentrum für Luft- und Raumfahrt (DLR) in Stuttgart. Währenddessen war er externer Doktorand an der Universität Stuttgart (1996 - 2003, ab 2002 als Marie-Curie-Stipendiat an der Universität Lund) und verbrachte ein Forschungssemester am Lawrence Berkeley National Laboratory (2001). Er promovierte 2003 über Governance structures for promoting renewable energy sources.
Von 2008 bis 2014 arbeitete er als Projektmanager bei Fichtner.
Langniß ist Mitgründer der Smart Grid Plattform Baden-Württemberg e.V., stellvertretender Leiter des großflächigen Demonstrationsschaufensters C/sells und trug als Leitautor zum Sonderbericht Erneuerbare Energien des Weltklimarats IPCC bei. Er lebt und arbeitet in Stuttgart.

## Publikationen (Auswahl)

### Bücher
- mit J. Dieckmann, M. Eichelbrönner: Aktionsprogramm „Abbau von Hemmnissen bei der Realisierung von Anlagen erneuerbarer Energien“. Im Auftrag des Bundesministeriums für Wirtschaft. Verlag Forum für Zukunftsenergien, Bonn 1997, ISBN 3-930157-32-2.
- als Hrsg.: Financing renewable energies. Oetker-Voges, Kiel 1999, ISBN 3-9804322-6-2.
- mit Manfred Fischedick, O. Langniß, Joachim Nitsch: Nach dem Ausstieg. Zukunftskurs erneuerbare Energien. Hirzel, Stuttgart 2000, ISBN 3-7776-1078-X.
- mit Joachim Nitsch, Manfred Fischedick et al.: Klimaschutz durch Nutzung erneuerbarer Energien. Im Auftrag des Bundesministeriums für Umwelt, Naturschutz und Reaktorsicherheit, Verlag Erich Schmidt, Berlin 2000, ISBN 3-503-05888-5.
- Governance structures for promoting renewable energy sources. Dissertation. Lund 2003, ISBN 91-88360-68-7.

- mit K. Seyboth, R. Sims et al: Renewables for Heating and Cooling. Untapped Potential. Published by the International Energy Agency. Paris 2007.

### Beiträge und Artikel
- mit J. Nitsch: Energiepolitik und energierelevante Felder. In: Gerd Michelsen (Hrsg.), Umweltberatung. Grundlagen und Praxis. Economica Verlag, Bonn 1997, ISBN 3-87081-066-1, S. 441–452.
- mit J. Nitsch: Strategien eines wirksamen Ausbaus regenerativer Energien. In: Wolfgang Bender (Hrsg.), Verantwortbare Energieversorgung für die Zukunft. Verlag Technische Hochschule Darmstadt 1997, ISBN 3-88607-112-X, S. 359–374.
- mit G. Michelsen, J. Nitsch: Energie 2010. Vorrang für rationelle Energienutzung und regenera-tive Energien. In: Wolfgang Liebert, Friedemann Schmithals (Hrsg.), Tschernobyl und kein Ende. Agenda Verlag, Münster 1997, ISBN 3-929440-87-3, S. 249–266.
- mit J. Luther, J. Nitsch, E. Wiemken: Strategien für eine nachhaltige Energieversorgung. Ein solares Langfristszenario für Deutschland. In: TATuP – Zeitschrift für Technikfolgenabschätzung in Theorie und Praxis, Freiburg/Stuttgart 1997, ISSN 2199-9201, doi:10.14512/tatup.7.3-4.61 S. 61–64.
- mit J. Nitsch, W. Krewitt: Renewable energy in Europe. In: C. Cleveland (Hrsg.), Encyclopedia of Energy. 2003.
- mit H. Ziesing: 30 Jahre Politik zur Förderung erneuerbarer Energien. In: Sigrid Jannsen (Hrsg.), Auf dem Weg in die solare Zukunft. 30 Jahre DGS. Verlag DGS, München 2005, ISBN 3-00-017376-5, S. 209–221.
- mit R. Wiser: The Design and Impacts of the Texas Renewables Portfolio Standard. In: V. Lauber (Hrsg.), Switching to Renewable Power. London 2005, S. 187–202.[4]
- Ole Langniß et al.: Renewable Energy Sources and Climate Change Mitigation. Special Report of the Intergovernmental Panel on Climate Change (IPCC). Chapter 11: Policy, Financing and Implementation. 2012.